# Sucé-sur-Erdre
Sucé-sur-Erdre é uma comuna francesa na região administrativa do País do Loire, no departamento de Loire-Atlantique. Estende-se por uma área de 41.33 km². Em 2010 a comuna tinha 7 284 habitantes (densidade: 176,2 hab./km²).